# BITS & BOBS TOKYO
『BITS & BOBS TOKYO』（ビッツ・アンド・ボブス トーキョー）は、2021年4月2日からJ-WAVEで放送されているラジオ番組である。

## 概要
クリエイティブ・ディレクターの高崎卓馬が「BITS & BOBS」なものをお届けするプログラム。TOKYOを舞台に女優・長澤樹演じるひとりの少女が色々なBITS & BOBSと出会うドラマパートには、月替わりで豪華ゲストが登場。番組ハッシュタグは『#babt813』。

## ナビゲーター
- 高崎卓馬

## 放送時間
以下の時間は日本標準時に基づく。
- 毎週金曜日 25:00 - 25:30（2021年4月2日 - ）